# Karol Jan Szlenkier
Karol Jan Szlenkier (Szlenker) (ur. 11 listopada 1839 w Warszawie, zm. 13 lipca 1900 tamże) – polski przemysłowiec, filantrop.

## Życiorys
Syn Karola, właściciela garbarni i Anny z Temlerów. Karol Jan już jako dziewiętnastolatek zaczął zarządzać rodzinną garbarnią położoną na rogu ulic Leszno i Żelaznej w Warszawie. Fabryka wytwarzała skóry za ponad milion rubli rocznie i zatrudniała 150 robotników. W 1875 zbudował kolejną wielką garbarnię w Berdyczowie (na granicy Polesia i Podola). Uznał Berdyczów doskonałą lokalizację dla garbarni, ponieważ dzięki przywilejowi organizowania tam aż 10 jarmarków rocznie, Berdyczów stał się wielkim centrum handlowym, do którego zjeżdżali kupcy z różnych rejonów świata. Produkcja skór z tej garbarni pokrywała 1/5 zapotrzebowania armii rosyjskiej przed I wojną światową. W 1889 założył spółkę „Fabryka Firanek, Tiulu i Koronek, Szlenkier, Wydżga i Weyer”. Był prezesem Kasy przemysłowców.
Z żoną Marią z Grosserów (1850–1913) miał 4 dzieci: Marię Zofię (zm. 1940), żonę Stanisława Wydżgi, Wandę, żonę Ignacego Chrzanowskiego, Zofię Reginę i Karola Stanisława (1884–1944).
Na placu Zielonym w Warszawie wzniósł w latach 1881−1883 dom nazywany pałacem Szlenkierów, który zaprojektował Witold Lanci. 
Przedsiębiorca, dla swoich robotników założył w 1875 kasę chorych, a w 1880 założył przyfabryczną szkołę trzyletnią dla 120 dla dzieci robotników w Warszawie przy ul. Leszno przeniesioną w 1913 na ul. Górczewską do nowego budynku, fundacji spadkobierców. W 1883 utworzył kasę oszczędnościową i wniósł wkłady na konto wszystkich swoich pracowników, co kosztowało go w sumie 50 tys. rubli. Wprowadził też niespotykany jeszcze wówczas system premiowania pracowników za wieloletnią pracę. Wtedy działania te nazywano filantropią, dziś powiedzielibyśmy, że to społeczna odpowiedzialność biznesu.
Pod koniec XIX w. Karol Jan Szlenkier kupił majątek ziemski w Duboi, a zarządzanie nim powierzył ojcu Stefana Laurysiewicza. Częstym gościem bywał tam przyjaciel Stefana, Józef Pankiewicz. W testamencie Karol Szlenkier przekazał Duboję najstarszej córce Marii Annie będącej żoną Stanisława Wydżgi wspólnika ojca w warszawskiej fabryce tiulu i koronek.
Pochowany 16 lipca na cmentarzu ewangelicko-augsburskim w Warszawie (aleja C, grób 3).

## Upamiętnienie
W październiku 1913 w Warszawie przy ul. Leszno został otwarty szpital dziecięcy im. Marii i Karola. Ufundowała go córka Zofia.
W listopadzie 1913 przy ul. Górczewskiej w Warszawie otwarto gmach dla szkoły rzemieślniczej im. Karola Szlenkiera, ufundowany przez spadkobierców Karola i Marii Szlenkierów. W budynku do 1939 miał siedzibę Państwowy Instytut Robót Ręcznych kierowany przez Władysława Przanowskiego; obecnie (2019) mieści się Instytut Badań Edukacyjnych.